# Серпоподібноклітинна анемія
Серпоподібноклітинна анемія або дрепаноцитоз[джерело?] — спадкова гемоглобінопатія, при якій відбувається порушення утворення білка гемоглобіну і він набуває патологічної форми — гемоглобін S. Еритроцити, які містять гемоглобін S, під мікроскопом мають характерну серпоподібну форму (форму серпа), за що ця гемоглобінопатія і отримала свою назву.
Еритроцити, які містять гемоглобін S, володіють зниженою стійкістю і зниженою кисень-транспортуючою здатністю, тому у хворих з серпоподібноклітинною анемією відбувається посилене руйнування еритроцитів в селезінці, вкороченний термін їх існування, підвищений гемоліз і часто наявні ознаки хронічної гіпоксії (кисневої недостатності) або хронічного «переподразнення» еритроцитарного ростка кісткового мозку.
Серпоподібноклітинна анемія успадковується по аутосомно-рецесивному типу (з наддомінуванням). У носіїв, осіб гетерозиготних по гену серпоподібноклітинної анемії, в еритроцитах присутні гемоглобін S і гемоглобін A приблизно в рівних кількостях. При цьому в нормальних умовах у носіїв симптоми майже ніколи не розвиваються, серпоподібні еритроцити виявляються випадково при лабораторному аналізі крові. Симптоми у носіїв можуть з'явитися при гіпоксії (наприклад, при підйомі в гори) чи важкій дегідратації організму. У гомозигот по гену серпоподібноклітинної анемії в крові містяться лише патологічний гемоглобін і еритроцити легко набувають серпоподібної форми, це обумовлює тяжкий перебіг хвороби.
Серпоподібноклітинна анемія поширена в регіонах світу, ендемічних по малярії, причому хворі серпоподібноклітинною анемією мають підвищену (хоча і не абсолютну) вроджену стійкість до зараження різними штамами малярійного плазмодію. Серпоподібні еритроцити хворих не піддаються зараженню малярійним плазмодієм також і в пробірці. Підвищеною стійкістю до малярії володіють і гетерозиготи-носії (перевага гетерозигот). Це пояснює високу частоту цього шкідливого алеля в африканських популяціях. Люди з серпоподібноклітинною анемією та деякими іншими хворобами крові (таласемією, дефіцитом глюкозо-6-фосфат-дегідрогенази (Г6ФД) та інтерлейкіну-4, овалоцитозом тощо), що зберегли аномальні гемоглобіни в еритроцитах, отримали селективну перевагу проти малярійної інфекції (стабілізуючий відбір), тому що збудник малярії — плазмодій, який під час перебування в еритроцитах харчується виключно нормальним гемоглобіном, аномальними живитися не може, тому й не росте, а, відповідно, тяжкого розвитку малярія не набуває або, навіть, не розвивається. За умови передачі серпоподібноклітинної анемії потомству, це створило більші можливості для виживання в місцях географічного поширення малярії, природну резистентність до неї, правда, ціною розвитку капіляропатій і схильності до тромбоутворення.

## Генетика

Аутосомно-рецесивний тип успадкування

Серпоподібноклітинна анемія є результатом точкової (однонуклеотидної) мутації β-ланцюга гемоглобіну, замінена лише А на Т (див. однонуклеотидний поліморфізм), внаслідок чого в білковому ланцюгу гемоглобіну гідрофільна глутамінова амінокислота в 6-ій позиції замінюється на гідрофобну амінокислоту валін. Ген патологічного β-ланцюга гемоглобіну HBB знаходиться на 11 хромосомі (*141900, 11p15.5 для класичної мутації (існують і інші варіанти)). У результаті мутації утворюється аномальний гемоглобін S, який при деоксигенації схильний до полімеризації з подальшою деформацією еритроцитів, при цьому вони набувають вигляду серпа чи півмісяця і мають схильність до гемолізу.
Захворювання успадковується автосомно-рецесивно. У гетерозигот по гену серпоподібноклітинної анемії симптоми проявляються рідко, тому що нормальний гемоглобін А переважає над гемоглобіном S.

## Патогенез
Ключовим моментом у розвитку патологічних змін при серпоподібноклітинній анемії є зниження еластичності серпоподібних еритроцитів. Нормальні еритроцити є достатньо еластичними для того, щоб пройти крізь капіляри. Низька оксигенація сприяє формуванню серпоподібних еритроцитів, які при відновленні достатнього парціального тиску кисню не можуть повернути свою початкову форму. Нездатність еритроцитів адаптуватися для проходження через капіляри призводить до розвитку оклюзії судин і розвитку зон ішемії.
Середня тривалість життя серпоподібних еритроцитів становить 17 діб (норма — 120 діб).

## Клінічні ознаки
Клінічні прояви у різних хворих може дуже сильно варіювати, тому що серпоподібні еритроцити можуть спричинити ураження майже всіх органів. Перші прояви захворювання виникають після 3-6 місяців, коли в крові хворого починає зменшуватися кількість гемоглобіну F (не містить β-ланцюга) на користь гемоглобіну А. Може розвиватися блідість, іктеричність, спленомегалія, лімфаденопатія, дактиліт.

### Вазооклюзійні кризи
Вазооклюзійні (больові) кризи виникають внаслідок закупорення аномальними еритроцитами мілких судин. Це веде до розвитку ішемії, болю і послідуючого некрозу, часто пошкоджується орган. Частота, важкість і тривалість кризів можуть дуже відрізнятися. Лікування кризу полягає в знеболенні, гідратації і трансфузії крові. Для помірних кризів буває достатньо прийому НПЗП, У важких випадках необхідна госпіталізація і прийом наркотичних анальгетиків. Становлять 91,6 % всіх кризів.

### Секвестраційні кризи
Однією з функцій селезінки є очищення крові від аномальних еритроцитів, тому вона містить найдрібніші капіляри. Нормальні гнучкі і гладкі еритроцити вільно проходять через них, серпоподібні еритроцити їх закупорюють. Секвестр селезінки при цьому наповнюється кров'ю, іноді настільки сильно, що селезінка може займати весь живіт. У кровоносному руслі різко знижується рівень гемоглобіну, може розвинутися гіповолемічний шок, який може призвести до летального кінця. Своєчасна інфузійна терапія і переливання крові можуть допомогти ремобілізації крові з секвестру селезінки в кров'яне русло і спленомегалія регресує протягом досить короткого часу. Проявляється гострою спленомегалією, в'ялістю, блідістю. При рецидивах секвестраційних кризів з вираженою загрозливою симптоматикою вирішується питання про спленектомію.
Через часті інфаркти селезінки у хворих часто розвивається автоспленектомія (функціональний аспленізм). Це обумовлює підвищену чутливість до інкапсульованих мікроорганізмів, необхідно проводити профілактичну антибіотикотерапію і вакцинацію.

### Апластичні кризи
Апластичні кризи часто обумовлюються інфікуванням парвовірусом В19, вірусом Епштейна-Барра, пневмококом. Криз характеризується зниженням рівня гемоглобіну, еритроцитів і ретикулоцитів через кількаденне пригнічення еритропоезу в кістковому мозку викликане самим вірусом. У здорових людей такий стан проходить непомітно, але знижена тривалість життя еритроцитів може серйозно погіршувати стан хворого й іноді потребує переливання крові. Характерним є підвищення температури тіла, загальна слабкість, тахікардія. Тривалість кризу біля 10-и діб. Ознаки гемолізу відсутні.

### Гемолітичні кризи
Гемолітичні кризи характеризується різким зниженням гемоглобіну, пришвидшенням звичного для цього захворювання розпаду еритроцитів. Часто виникають при супутньому захворюванні дефіциті глюкозо-6-фосфатдегідрогенази. Іноді виникає необхідність в переливанні крові. Становлять 0,5 % всіх кризів, найрідший тип кризів.

### Гострий грудний синдром
Виникає через закупорювання серпоподібними еритроцитами легеневих судин, характеризується підвищенням температури тіла, задишкою, гіпоксемією, на рентгенівському знімку, як і при пневмонії, присутні інфільтрати. Стан становить серйозну небезпеку для життя і вимагає госпіталізації хворого, проведення трансфузії крові.

### Ускладнення
- Постспленектомічний сепсис (англ. OPSI - Overwhelming Post-Splenectomy Infection) обумовлений автоспленектомією і інфікуванням інкапсульованими мікроорганізмами, такими як Streptococcus pneumoniae і Haemophilus influenzae. Смертність від цього виду сепсису становить близько 40-70 %. Для профілактики використовують тривалий прийом антибіотиків у дитячому віці. Вакцинація від H. influenzae, S. pneumoniae і Neisseria meningitidis.
- Гострі неврологічні порушення у вигляді ішемічних і геморагічних інсультів, транзиторних ішемічних атак.
- Холелітіаз (жовчнокам'яна хвороба) може бути результатом посиленого утворення білірубіну через гемоліз.
- Асептичний некроз голівки стегнової кістки чи інших великих кісток може бути спричинений ішемією.
- Пріапізм та інфаркт пенісу.
- Остеомієліт (запалення кістки) часто спричинюється сальмонелами.
- Гострий папілярний некроз нирок.
- Виразки на ногах.
- Ретинопатія, крововилив у склоподібне тіло, відшарування сітківки можуть призвести до сліпоти. Рекомендовано регулярно проходити обстеження у офтальмолога.
- При вагітності: затримка внутрішньоутробного розвитку, прееклампсія, спонтанний аборт.
- Хронічний біль.
- Легенева гіпертензія (підвищення тиску в легеневій артерії) призводить до ремоделювання правого шлуночка і ризику виникнення серцевої недостатності.
- Хронічна ниркова недостатність через серпоподібноклітинною нефропатією. Проявляється гіпертензією, протеїнурією, гематурією.

## Прогноз
Близько 90 % пацієнтів доживають до 20 років і близько 50 % переживають своє 50-ліття. В 2001 згідно з одним дослідженням середня тривалість життя для хворих становила 53 років для чоловіків і 58 років для жінок.